# Maisonfort (quartier de Royan)
Maisonfort est un quartier résidentiel situé dans la partie nord-est de la ville de Royan. 
Localisé dans le prolongement des quartiers de Marne-Yeuse, du Parc (commune de Royan) mais aussi de Vallières et de Plein-Été-Margite (commune de Saint-Georges-de-Didonne), il est divisé en plusieurs secteurs parmi lesquels – outre Maisonfort proprement dit – Belmont, Touvent et La Triloterie. La rocade Est de Royan le sépare de la zone commerciale Royan 2.
Il se caractérise par la présence de lotissements, de logements sociaux et d’importantes infrastructures sportives et scolaires, et connaît une importante phase de rénovation urbaine et d'extension à partir de 2014.

## Historique
Au Moyen Âge, Maisonfort n’est encore qu’un petit hameau situé à bonne distance de Royan et de Saint-Georges-de-Didonne, campé sur une hauteur dominant les marais de Belmont et de Boube. Comme son nom l’indique, il se situe à proximité d'une maison forte, c’est-à-dire un logis fortifié, où les habitants peuvent se mettre à l’abri en cas de force majeure : le logis de Belmont, mentionné en 1595 mais sans doute bien plus ancien. Il est alors la propriété de Jean de Videgrain, procureur du marquisat de Royan. L’histoire de ce quartier reste cependant largement méconnue, et il n’en est guère fait mention dans les ouvrages consacrés à la ville. Il garde un aspect champêtre jusqu’au milieu du XXe siècle, avec ses quelques maisons adossées à une colline, ses potagers et la proximité de la forêt de Belmont et des marais, inondés en hiver, mais verdoyants en été, où les troupeaux sont mis à paître. 
Intégré à la poche de Royan par les occupants allemands au cours de l’été 1944, le site de La Triloterie abrite un important poste de commandement (PC divisionnaire de la 708e infanteriedivision de la Wehrmacht) fortifié, défendant l'accès à la seconde ligne de défense de la forteresse de Royan. L'ensemble est bombardé pendant la nuit du 13 au 14 avril 1945, prélude à l’opération « Vénérable » menée conjointement par les alliés et les FFI afin de libérer la ville. Les troupes du groupement nord, placé sous l’autorité du colonel Granger, attaquent par Saujon et Médis, tandis que celles du colonel Adeline attaquent par Cozes et Talmont. Après de rudes combats, elles font leur jonction à La Triloterie, qui est ainsi un des premiers quartiers à être libéré (avec Bernon), avant de continuer leur progression vers le centre-ville. 
L’urbanisation du quartier se poursuit dans les années d’après-guerre, avec la construction du collège Henri Dunant, du lycée de La Triloterie (aujourd’hui Lycée Cordouan), de la cité HLM de Touvent et de nombreux lotissements. En quelques décennies, le bâti devient continu entre cette partie de Royan et Saint-Georges-de-Didonne. 
Le 25 avril 1999, un incendie détruit le collège Henri Dunant, laissant une plaie béante au cœur du quartier. Des baraquements sont construits en toute hâte pour accueillir les élèves, avant qu’un nouvel établissement soit construit près de la limite administrative avec Vaux-sur-Mer. En 2003, la mise en service de la rocade Est entre l’échangeur de Belmont et Saint-Georges-de-Didonne marque une séparation avec les marais et la forêt de Belmont, sans véritablement faciliter les échanges avec le quartier puisqu’aucune sortie n’est mise en service entre l’échangeur de Belmont et le rond-point des parasols, à Saint-Georges-de-Didonne. 
L’emplacement de l’ancien collège reste vierge pendant de nombreuses années, et ce n’est qu’en 2011 qu’est édifié à son emplacement la halle des sports, rapidement rebaptisée « Espace Cordouan » et premier maillon d’un vaste complexe sportif destiné aux jeunes. Il est suivi l’année suivante par un skate-park, un des plus importants au niveau régional, puis en 2014 par un bike park urbain de 7000 mètres carrés, un des plus grands de France. En parallèle, un programme de modernisation et d’agrandissement de la cité de Touvent est mis en œuvre par la municipalité, s’inscrivant dans un programme de rénovation urbaine touchant également le quartier voisin de Marne-Yeuse. Les deux immeubles existants sont réhabilités, mis aux normes, et de nouveaux bâtiments, pour la plupart en habitat individuels et volontairement pensés comme de petites entités pour éviter de créer une perspective trop monotone, sont édifiés progressivement. Ces nouveaux logements à hautes performances énergétiques, inspirées de l’esthétique cubiste et entièrement en bois à l’exception des murs de séparation, sont issus d’un projet porté par l’architecte Liang Minh, de l’atelier Dune, déjà à l’origine de projets similaires dans la région (chantier de la cité Clemenceau à Royan ou encore reconversion de la cité Génicard de Lormont, dans la banlieue de Bordeaux). 
Aucun bâtiment n’est prévu pour ressembler totalement à son voisin, d’où l’intégration d’ « éléments compensatoires » : balcons, jardins, garages fermés, etc. La voirie est entièrement repensée (reconversion de la rue des Arts, création de nouvelles rues et de places de stationnement en adéquation avec l’accroissement prévu de la population du quartier) avec pour ambition de donner un aspect « village au cœur de la ville », loin des considérations esthétiques des grands ensembles urbains des années 1960 ou 1970.

## Infrastructures
Les principales infrastructures du quartier sont scolaires et sportives. Si Maisonfort ne possède pas d’école primaire (trois écoles sont proches : Marne-Yeuse, La Clairière et Jean Zay à Saint-Georges-de-Didonne), plus de collège depuis le début des années 2000 et la construction d’un nouveau collège près de Vaux-sur-Mer, il compte toujours sur la présence d’un lycée proposant à la fois des formations secondaires (générales : littéraires, économiques et sociales, scientifiques ; technologique : management, gestion, et section européenne), sportives, et des formations supérieures (BTS). Il est complété par une école de musique et une école d’arts plastiques. 

Passage piéton et perspective dans le quartier de Maisonfort.

La mise en œuvre d’un grand pôle sportif au sein du quartier s’est traduite par la construction en 2011 de l’Espace Cordouan, pièce maîtresse d’un véritable « campus sportif » royannais, qui se compose d’une vaste salle de sports de 1100 mètres carrés, pouvant accueillir des compétitions de niveau national et un public de plus de 1300 spectateurs, une salle de boxe de 235 mètres carrés et d’une salle de musculation de 110 mètres carrés, puis de la construction d’équipements destinés aux sports urbains. Le premier d’entre eux est le skate-park, inauguré le 28 avril 2012. Construit sur une plateforme de 1300 mètres carrés, il dispose d’une surface de 870 mètres carrés avec plans inclinés, bowl, ledge, table à wheeling, barre courbée et curbs, et sert de cadre depuis lors au « festival des sports urbains », manifestation annuelle promue par la municipalité. Il est complété en 2014 par un important bike-park urbain de 7000 mètres carrés, adapté à toutes les tranches d’âges et à tous les niveaux, doté de quatre pistes (vertes, bleues, rouges et noires)  selon le niveau de difficulté. Le quartier dispose également d’un stade (stade de La Triloterie) et d’un espace squash.
Les commerces de proximité sont concentrés aux abords du rond-point Rhin-et-Danube, près du quartier Marne-Yeuse : supermarché Aldi, boulangerie-point-snack, sandwicherie Subway, restaurants Mc Donald’s et Burger King, mais aussi en bordure de l’avenue Aliénor d’Aquitaine (boulangerie), à la sortie de la ville, où est également implanté le camping municipal.
En ce qui concerne les cultes, la messe est célébrée en la chapelle Saint-Jean de Marne-Yeuse et en l’église Notre-Dame du Parc (culte catholique). Les offices protestants sont célébrés au temple de Royan (culte réformé).
Les principales infrastructures routières permettant d’accéder au quartier sont l’avenue Louis-Bouchet, qui fait la liaison avec le quartier Marne-Yeuse, le quartier de la Robinière et la zone commerciale Royan 2, et l’avenue Aliénor d’Aquitaine, qui permet d’accéder au quartier du Parc et à Saint-Georges-de-Didonne. Les transports en commun de l'agglomération de Royan (Cara'Bus) desservent le quartier pendant la journée (lignes 14, 25 et 31).

## Pour approfondir